# 3-й авіапольовий корпус (Третій Рейх)
III-й (3-й) авіапольовий корпус (нім. III. Luftwaffen-Feldkorps) — корпус Люфтваффе за часів Другої світової війни, що діяв у складі сухопутних військ. З 1 листопада 1943 формування корпусу пішли на доукомплектування 2-го корпусу ППО.

## Історія
3-й авіапольовий корпус був сформований 16 листопада 1942 у складі 18-ї польової армії Вермахту.

## Райони бойових дій
- СРСР (північний напрямок) (листопад 1942 — листопад 1943).

## Командування

### Командири
- генерал-лейтенант, з січня 1943 генерал зенітних військ Іоб Одебрехт (нім. Job Odebrecht) (16 листопада 1942 — 31 жовтня 1943).

## Бойовий склад 3-го авіапольового корпусу
Формування управління, забезпечення та підтримки
- 3-й корпусний батальйон зв'язку Люфтваффе (Luftwaffen Korps Nachrichten-Abteilung 3);
- III-а розвідувальна рота корпусу Люфтваффе (Aufklärungs Kompanie Luftwaffen Feldkorps III);
- III-а вартова рота корпусу Люфтваффе (Wach Kompanie Luftwaffen Feldkorps III);
- 3-й взвод військової поліції корпусу Люфтваффе (Feldgendaremerie Truppe Luftwaffen Feldkorps III).

- 9-та авіапольова дивізія (9. Luftwaffen-Feld-Division);
- 10-та авіапольова дивізія (10. Luftwaffen-Feld-Division).